# Боа-Виста-ду-Инкра
Боа-Виста-ду-Инкра (порт. Boa Vista do Incra)  —  муниципалитет в Бразилии, входит в штат Риу-Гранди-ду-Сул. Составная часть мезорегиона Северо-запад штата Риу-Гранди-ду-Сул. Входит в экономико-статистический  микрорегион Крус-Алта. Население составляет 2447 человек на 2007 год. Занимает площадь 503,475 км². Плотность населения — 4,7 чел./км².

## Статистика
- Валовой внутренний продукт на 2003 составляет 79.283.339,00 реалов (данные: Бразильский институт географии и статистики).
- Валовой внутренний продукт на душу населения на 2003 составляет 34.203,34 реалов (данные: Бразильский институт географии и статистики).

## География
Климат местности: субтропический гумидный.